# Hemidactylus yerburii
Hemidactylus yerburii là một loài thằn lằn trong họ Gekkonidae. Loài này được Anderson mô tả khoa học đầu tiên năm 1895.